# Odense Bibliotekerne
Odense Bibliotekerne er folkebibliotek for Odense Kommune og centralbibliotek for Fyn (dog ikke Middelfart Kommune). Biblioteket blev etableret i 1924 og besøges af cirka 1,5 mio. mennesker årligt og udlåner omkring 2,3 mio materialer ud.
Hovedbiblioteket er beliggende centralt i Odense Banegård Center og inkluderer Musikbiblioteket med Skandinaviens største musiksamling.
Lokalhistorisk Bibliotek disponerer over en omfattende lokalhistorisk samling af litteratur om Odense og Fyn, der formidles i samarbejde med Stadsarkivet i Historiens Hus, der ligger centralt i byen ved Odense Domkirke.
Biblioteket huser et regionalt Europe Direct-informationscenter, der leverer information og aktiviteter om EU til borgerne og er national partner for den danske udgave af EU-kalenderen.
Odense Bibliotekerne indgår i nationale overbygningsfunktioner for digital musik og multimedier samt forskellige nationale nettjenester. I oktober 2006 oprettede biblioteket internet-portalen Boggnasker.dk, som henvender sig til læselystne børn og unge. I 2009 etableredes med afsæt i bibliotekets udlånssamling af grafik det fynske virtuelle kunstsamarbejde Kunstportal Fyn.